# Qendër Leskovik
Qendër Leskovik är en kommun i Albanien.   Den ligger i prefekturen Qarku i Korçës, i den sydöstra delen av landet, 150 km sydost om huvudstaden Tirana.
I omgivningarna runt Qendër Leskovik växer i huvudsak barrskog.  Runt Qendër Leskovik är det glesbefolkat, med 17 invånare per kvadratkilometer.